# Al-Massudí
Abu-l-Hàssan Alí ibn al-Hussayn ibn Alí al-Massudí (àrab: أبو الحسن علي بن الحسين بن علي المسعودي, Abū l-Ḥasan ʿAlī ibn al-Ḥusayn ibn ʿAlī al-Masʿūdī), més conegut simplement com a al-Massudí, fou un erudit i historiador àrab del segle x, nascut a Bagdad i mort a Fustat (Egipte) vers el 956. Les Muruj adh-dhahab o Els prats d'or van ser fins al segle xv la referència dels geògrafs i historiadors de llengua àrab i persa. Va viatjar per molts països musulmans i per Rússia, Índia i Xina. Se l'anomena entre els historiadors com l'Heròdot àrab perquè feia prova d'anàlisi, reflexió i crítica. A la seva enciclopèdia tractava del món des de la seva creació fins a la redacció de la seva obra, vers l'any 947, analitzant la història, la religió i la geografia, basant-se en texts de l'antiguitat dels diversos pobles dominats (Síria, Egipte, Pèrsia, Índia, Transoxiana i d'altres).

## Obra
Els prats d'or fou traduïda al francès com Les Prairies d'or per Charles Barbier de Meynard i Pavet de Courteille al segle xix, revisada per Charles Pellat a partir de 1962. A l'anglès fou traduïda per Aloys Sprenger també al segle xix amb el nom de Meadows of Gold and Mines of Gems.
Josep Brunet i Bellet escrigué un comentari sobre alguns continguts de l'obra.